# Embiotoca caryi
Embiotoca caryi (Syn.: Hypsurus caryi) ist ein Fisch aus der Familie der Brandungsbarsche (Embiotocidae). Er lebt an der Küste des östlichen Pazifik von Mendocino nördlich von San Francisco bis zum nördlichen Niederkalifornien. Die Fische halten sich vor allem an Felsufern, in Tiefen bis 40 Metern auf, gehen zeitweise auch in Kelpgebiete und in Seegraswiesen oder finden sich über Sandflächen, aber niemals in der Brandungszone. Im Herbst treten sie in Schwärmen auf. Embiotoca caryi ist keine häufige Art.

## Merkmale
Die Fische werden 30 cm lang. Sie sind sehr bunte Tiere, die orange und blau gefärbt sind. Die Flossen sind normalerweise orange. Am Beginn des weichstrahligen Teils der Rückenflosse, auf der Afterflosse und am Ende der Oberlippe haben sie je einen dunklen Fleck. Die Bauchflossen sind manchmal gestreift, die Bauchlinie ist gerade und steigt bei der Afterflosse steil nach oben. Die Afterflosse ist klein und befindet sich weit hinten. Sie wird von drei Hart- und 20 bis 24 Weichstrahlen gestützt. Die längsten Hartstrahlen der Rückenflosse sind kürzer als die Weichstrahlen.